# Memoriał Huberta Jerzego Wagnera 2014
Memoriał Huberta Jerzego Wagnera 2014 – 12. edycja siatkarskiego turnieju, zorganizowana w dniach 16–18 sierpnia 2014 w hali Arena Kraków w Krakowie, pod honorowym patronatem Prezydenta Rzeczypospolitej Polskiej – Bronisława Komorowskiego.

## Uczestnicy
- Bułgaria
- Chiny
- Polska
- Rosja

## Tabela
| Lp. | Drużyna  | Pkt | Mecze | Mecze   | Mecze   | Sety | Sety | Sety  | Małe punkty | Małe punkty | Małe punkty |
| Lp. | Drużyna  | Pkt | M     | W (3:2) | P (2:3) | wyg. | prz. | ratio | zdob.       | str.        | ratio       |
| --- | -------- | --- | ----- | ------- | ------- | ---- | ---- | ----- | ----------- | ----------- | ----------- |
| 1   | Rosja    | 7   | 3     | 2 (0)   | 1 (1)   | 8    | 4    | 2.000 | 280         | 258         | 1.085       |
| 2   | Polska   | 6   | 3     | 2 (1)   | 1 (1)   | 8    | 5    | 1.600 | 298         | 277         | 1.076       |
| 3   | Bułgaria | 4   | 3     | 2 (2)   | 1 (0)   | 7    | 7    | 1.000 | 312         | 318         | 0.981       |
| 4   | Chiny    | 1   | 3     | 0 (0)   | 3 (1)   | 2    | 9    | 0.222 | 226         | 263         | 0.859       |

Źródło: fundacjawagnera.pl
Punktacja: 3:0 i 3:1 – 3 pkt; 3:2 – 2 pkt; 2:3 – 1 pkt; 1:3 i 0:3 – 0 pkt
Zasady ustalania kolejności: 1. liczba punktów; 2. stosunek setów; 3. stosunek małych punktów; 4. bilans w bezpośrednich meczach

## Wyniki
| Data  | Godz. | Drużyna 1 | Wynik | Drużyna 2 | 1     | 2     | 3     | 4     | 5     | Widzów | * |
| ----- | ----- | --------- | ----- | --------- | ----- | ----- | ----- | ----- | ----- | ------ | - |
| 16.08 | 17:30 | Chiny     | 0:3   | Rosja     | 24:26 | 21:25 | 17:25 |       |       | 8000   |   |
| 16.08 | 20:30 | Polska    | 2:3   | Bułgaria  | 25:20 | 23:25 | 27:29 | 26:24 | 13:15 | 15000  |   |
| 17.08 | 17:30 | Bułgaria  | 1:3   | Rosja     | 23:25 | 25:22 | 20:25 | 19:25 |       | 8000   |   |
| 17.08 | 20:30 | Polska    | 3:0   | Chiny     | 25:18 | 25:22 | 25:17 |       |       | 15000  |   |
| 18.08 | 17:30 | Chiny     | 2:3   | Bułgaria  | 22:25 | 25:22 | 25:20 | 17:25 | 18:20 | 10000  |   |
| 18.08 | 20:30 | Polska    | 3:2   | Rosja     | 22:25 | 26:24 | 20:25 | 26:24 | 15:9  | 15000  |   |

## Nagrody indywidualne
| Najlepszy zawodnik (MVP) | Najlepszy atakujący | Najlepszy blokujący | Najlepszy zagrywający | Najlepszy rozgrywający | Najlepszy przyjmujący | Najlepszy libero   |
| ------------------------ | ------------------- | ------------------- | --------------------- | ---------------------- | --------------------- | ------------------ |
| Dmitrij Muserskiy        | Cwetan Sokołow      | Nikołaj Apalikow    | Piotr Nowakowski      | Siergiej Grankin       | Aleksiej Spiridonow   | Krzysztof Ignaczak |